# Storbergstjärnen (Los socken, Hälsingland)
Storbergstjärnen är en sjö i Ljusdals kommun i Hälsingland och ingår i Ljusnans huvudavrinningsområde. Sjön har en area på 0,0824 kvadratkilometer och ligger 428,1 meter över havet.

## Delavrinningsområde
Storbergstjärnen ingår i det delavrinningsområde (686387-145369) som SMHI kallar för Utloppet av Stor-Drocksjön. Medelhöjden är 459 meter över havet och ytan är 21,01 kvadratkilometer. Det finns inga avrinningsområden uppströms utan avrinningsområdet är högsta punkten. Jättån (Djupsjöån) som avvattnar avrinningsområdet har biflödesordning 3, vilket innebär att vattnet flödar genom totalt 3 vattendrag innan det når havet efter 210 kilometer. Avrinningsområdet består mestadels av skog (68 procent). Avrinningsområdet har 1,62 kvadratkilometer vattenytor vilket ger det en sjöprocent på 7,7 procent.